# 沙加緬度國王
沙加緬度國王（英語：Sacramento Kings），是一支位於美國加利福尼亞州沙加緬度的NBA籃球隊，分屬於西區的太平洋組。國王隊於2016-17 NBA赛季遷入位於沙加緬度市中心的新主場金州第一中心（Golden 1 Center）。

## 歷史

### 王者登基：1950-51
1951年總決賽，由Les Harrison（球隊老闆兼總教練）執教的皇家隊順利擊敗紐約尼克，為其隊史上唯一一次奪冠。值得一提的是，球隊主力里德·霍爾茲曼退休後曾於尼克隊執教，並帶領球隊二度奪冠。

### “大O”時代：1960-70
1960年選秀，皇家隊簽下奧斯卡·羅伯森，其於新人年便寫下場均30.5分、10.7籃板、9.7助攻的驚人成績，可謂NBA史上第一位“大三元製造機”。1963-64賽季，皇家隊迎來另一位傳奇球星傑瑞·盧卡斯，盧卡斯與羅伯森分別於當季獲得最佳新秀與MVP的殊榮，球隊戰績亦於全聯盟排名第二，但於東區第二輪不敵賽爾提克。此後的數個賽季，皇家隊皆是鎩羽而歸，羅伯森於1970年被交易至公鹿隊，也隨即於此地捧起冠軍金盃。

### “Tiny”阿奇博爾德時代：1970-76
1972年，皇家正式更名為國王隊，奈特·阿奇博德作為球隊領袖，為1973年得分王及助攻王，然亦有防守不穩與失誤過多的缺點，僅於1975年帶領球隊進入季後賽。

### 堪薩斯城國王：1976-84
1976年，國王隊將堪薩斯城作為唯一主場（原與奧馬哈共同經營），1978至1980賽季，在科頓·菲茨西蒙斯的執教以及奧蒂斯·柏德桑的帶領下，連續3季打進季後賽。

### 里奇蒙時代：1991-98
1985年遷至沙加緬度的國王隊，起初表現鮮有亮點，直至球隊交易來勇士隊「RUN TMC」的得分後衛米契·里奇蒙，雖僅帶領球隊打進一次季後賽，仍被視為沙加緬度國王隊史首位全明星球員。1998年，里奇蒙被交易至華盛頓巫師，換取克里斯·韋伯，就此揭開國王五虎時代的序幕。

### 躋身強隊之林：1998-2004
1998年選秀，國王隊選進了「白巧克力」傑森·威廉斯，其華麗的球風迅速擄獲了球迷的目光，加上亦擅長傳導球的韋伯、明星中鋒弗拉德·迪瓦茨、神射手佩賈·史托亞柯維奇、以及總教練里克·阿德爾曼的“普林斯頓戰術”，國王頓時成為聯盟觀賞性最高的球隊之一，2000-01賽季，國王從暴龍隊交易來道格·克里斯蒂，進一步增強球隊防守。2001年，運動畫刊稱讚國王隊為「球場上最偉大的表演」（The Greatest Show on Court）。
2001年7月，威廉斯被交易至灰熊隊，換取麥克·畢比，畢比球風雖不如威廉斯賞心悅目，表現卻更為穩健，使球隊實力更為提升。自此，以克里斯·韋伯為首的國王五虎(克里斯·韋伯、麦克·毕比、道格·克里斯蒂、佩贾·斯托贾科维奇、弗拉德·迪瓦茨 )於2002年打進西區決賽，和當年的冠軍湖人隊大戰7場後落敗，其中第六場被認為是NBA史上最經典的黑哨，導致國王以四分落敗，吹判的主裁判Tim Donaghy後來被查出操控賽果，已被判入獄。在國王隊的六年多是韋伯生涯最輝煌的時期，當時國王隊的普林斯頓戰術取得了出色的戰果。
2005年年初，在國王打了21場的韋伯被交易至費城76人队，在此之前，迪瓦茨已轉戰湖人，克里斯蒂則被交易至魔術，後續如佩贾·斯托贾科维奇、麦克·毕比、布拉德·米勒等主將一一離隊，國王隊的戰績也開始一蹶不振。

### 考辛斯時代,暗黑7年：2010-2017賽季
2010年選秀，國王隊用第5順位選擇來自肯塔基的德馬庫斯·考辛斯，其全能身手與暴躁易怒的性格成為球隊的雙面刃。相較於考辛斯，其他高順位新秀或受傷病困擾（如2010年最佳新秀泰瑞克·伊凡斯），或無法適應NBA而被視為水貨（如湯瑪斯·羅賓森及吉默·弗雷戴特）。
2015年，國王隊任命前球星弗拉德-迪瓦茨為球隊總經理。2016年，迪瓦茨宣布，球队正式任命戴夫-乔尔格为球队新任主帅。根据球队政策，合同细节并没有披露。但据联盟消息人士透露，乔尔格与国王将会签下一份为期四年1600万美元的合约，第四年将会是球队选项。

### 重建期：2017~2022
2017年2月19日，國王隊在明星賽後將隊上明星中鋒德馬庫斯·考辛斯交易至新紐奧良鵜鶘。
2017年4月13日，國王在最後一戰對上快艇，以115：95，西區第12名確定無緣季後賽。
國王在主場不敵鵜鶘，讓對手贏得10連勝，同時也達成一項不名譽的紀錄。在這場比賽輸球之後，國王隊例行賽戰績累積為2516勝3000敗，成為NBA史上第一支敗場數達到3000場的球隊。
2018年11月12日，國王在主場對上馬刺，以104：99獲勝，終結對馬刺14連敗。
雖然在比賽中一度領先到17分，但國王在第三節蓓蓓塞爾提克先後發動兩波8比2和16比2的攻勢，一舉扭轉戰局，並且在第四節掌控住領先局面，在客場以120比126遭到逆轉。國王作客波士頓已經吞下12連敗，上一次客場贏球已經要追溯到2007年了。
自2005年以來首次在明星賽前取得30勝。儘管戰績有所改善，但他們在3月30日輸給了火箭隊，連續第13個賽季再次無緣季后賽。
迪瓦茨续约四年，乔尔格下课，之前管理层中和乔尔格不和的布兰登威廉姆斯也被解雇。
其後，卢克·沃顿与国王达成一致，成为球队新任主教练，合同为4年，将在2022-23赛季结束后到期，这与国王总经理迪瓦茨的合同年限是一致的，決定今年跟進現今小球跑轟。
2020年8月9日，拓荒者稍早以124-121擊敗76人，確定連續14年無緣晉級季後賽，目前聯盟最長紀錄。弗拉德·迪瓦茨將辭職下台，顧問喬·杜馬斯將擔任過渡的籃球營運執行副總裁，並尋找下一任總經理。
2020年9月17日，國王隊官方宣佈正式任命火箭副總經理 Monte McNair 為新任總經理。根據球隊政策，合約細節暫不公佈，但 Monte McNair 很幸運從最終三人名單中脫穎而出，其他兩位分別為灰狼執行副總裁 Sachin Gupta、前老鷹總經理Wes Wilcox。
2020年11月16日，國王原與密爾瓦基公鹿交易，國王以波格丹·波格丹諾維奇和賈斯汀·詹姆斯換取密爾沃基雄鹿隊唐特·迪文森佐、艾森·伊利亞索瓦和迪·傑·威爾森。然而，因波格丹諾維奇不願與國王隊先簽後換，使此交易最終告吹。
2021年5月8日，國王以104-113敗給馬刺，確定連續15年無緣晉級季後賽，目前聯盟最長和追平聯盟紀錄，原紀錄是洛杉磯快艇從1976-77 NBA赛季至1990-91 NBA赛季連續15個賽季無緣晉级季後赛，2021年5月17日，球團宣布卢克·沃顿將在下個賽季繼續執教國王。
7月31日，國王與波士頓塞爾提克和亞特蘭大老鷹進行了一筆三方交易，國王獲得特里斯坦·汤普森，塞爾提克獲得克里斯·鄧恩和Bruno Fernando以及2023年拓荒者第二輪選秀，老鷹獲得德隆·萊特。
11月21日，國王隊在本賽季打出6勝11敗後解雇了卢克·沃顿，沃尔顿被解雇后，阿尔文·簡崔被任命为萨克拉门托国王队的临时主教练。
沃納羅斯基的報導，溜馬和國王傳出已經達成交易協議，最終溜馬送出沙波尼斯、哈勒戴、蘭姆和一個2027年二輪選秀權，換來哈利伯頓、希爾德和湯普森。
2022年4月4日，國王以90-109敗給勇士，確定連續16年無緣晉級季後賽，確定成為聯盟最長無緣季後賽紀錄，2022年5月17日，根據Espn記者沃納羅斯基的消息指出，沙加緬度國王隊確定與代理總教練簡崔分道揚鑣，並開始著手尋找新任總教練。
根據ESPN記者沃納羅斯基報導，沙加緬度國王球隊已經與金州勇士助教邁克·布朗達成一份為期4年的合約，他將成為國王的新任總教練。過去在克里夫蘭騎士執教過，有豐富的臨場指揮經驗，以防守見長的他，這些年在勇士的工作也深受好評。目前他正隨隊進行季後賽，預計將在賽季結束後才會前往國王上任。

### 2022-23賽季：重返季後賽
2022-23賽季，例行賽最終成績為48勝34負，排名為西區第三，終結連續16年無緣季後賽的紀錄，正式重返季後賽，並且是繼2002–03賽季之後，隊史第四次太平洋組冠軍；2023年NBA季後賽首輪將碰上衛冕冠軍金州勇士，系列賽前六戰形成3：3的平手局面，雙方將進行一戰定輸贏的G7決定勝負，最終國王無緣拿下勝利，以100:120的比分輸球，以3比4遭到淘汰。但國王的新任總教練邁克·布朗以NBA歷史上第一次全票之姿當選2022-23球季最佳教練下，仍能與舊東家教練史蒂夫·科尔打滿季後賽七戰，可說是雖敗猶榮。

### 2023-24賽季：傷病爆發，無緣季後賽
例行賽最終成績為46勝36負，排名為西區第九，進入附加賽；在西區附加賽中，以118-94戰勝金州勇士，將與紐奧良鵜鶘爭取第八種子的席位，最終以98-105落敗，無緣季後賽。

### 2024-25賽季：隊伍重整，無緣季後賽
近17戰12敗目前正在近3年來首次5連敗中的沙加緬度國王，今天確定已經開除總教練Mike Brown的消息，據傳原助理教練Doug Christie將暫代總教練職務。
例行賽最終成績為40勝42負，排名為西區第九，進入附加賽；在西區附加賽中，以106-120不敵達拉斯獨行俠，無緣季後賽。

## 隊名變遷
- 羅徹斯特皇家 （1945年-1957年）
- 辛辛那提皇家 （1957年-1972年）
- 堪薩斯城-奥马哈國王 （1972年-1975年）
- 堪薩斯城國王 （1975年-1985年）
- 萨克拉门托國王 （1985年-至今）

## 主场變遷
萨克拉门托市已经是国王队驻扎过的第5座城市，而国王队于2012年可能又要考虑迁移主场去洛杉矶地区，但是遭到了洛杉矶湖人和洛杉矶快艇的强烈抵制。

### 主场決定留在沙加緬度
國王轉手一事醞釀2年，老闆馬魯夫家族在2013年1月突然宣布將把球隊賣給以漢臣及保曼為首的西雅圖財團，只待NBA董事會批准交易。交易包括以5.25億美元收購65%股權，並在西雅圖興建新體育館供球隊遷入，將球隊重新命名為西雅圖超音速。由於事前馬魯夫家族並無公開放售的消息，亦沒有尋找本地買家以避免遷隊，只秘密地跟西雅圖財團談判，因此薩克拉門托球迷極為不滿。消息傳出後，薩克拉門托市市長凯文·约翰逊立即跟多名有興趣收購國王隊的富豪接觸，促使他們組成一個以矽谷印度裔企業家Vivek Ranadivé為首的薩克拉門托財團，向馬魯夫家族提出收購國王，令球隊可保留在該市。馬魯夫家族起初拒絕薩克拉門托財團的收購，聲稱只會賣給西雅圖的財團；此舉逼使凯文·约翰逊及薩克拉門托財團直接向NBA遊說，同時亦承諾將在薩克拉門托興建新體育館給球隊使用。最終NBA董事會在5月16日經過近4小時的會議，以22票對8票，否決把國王搬到西雅圖，變相不批准把球隊賣給西雅圖財團。翌日，馬魯夫家族宣布接受薩克拉門托財團的報價，而國王亦不需要遷離薩克拉門托。

### 曾使用過的主場
- Municipal Auditorium (1972–1974)
- Omaha Civic Auditorium (1972–1978)
- Kemper中心 (1974–1985)
- ARCO第一中心 (1985–1988)
- Sleep Train 體育館 (1988-2016)
- 金州第一中心 (2016-現在)

## 退休球衣號碼
| 沙加緬度國王 退役球衣号码球员 |                   |      |           |
| 背號                          | 球員              | 位置 | 時間      |
| 1                             | 奈特·阿奇博尔德   | 後衛 | 1970–76   |
| 2                             | 米奇·里奇蒙德     | 後衛 | 1991–98   |
| 4                             | 克里斯·韋伯       | 前鋒 | 1998–2005 |
| 6                             | 觀眾 (第6人)      | 场外 | 1985–至今 |
| 11                            | 鲍勃·戴维斯       | 後衛 | 1948–55   |
| 12                            | 莫里斯·斯托克斯   | 前鋒 | 1955–58   |
| 14                            | 奥斯卡·罗伯特森   | 後衛 | 1960–70   |
| 16                            | 佩賈·史托亞柯維奇 | 前鋒 | 1998–2006 |
| 21                            | 弗拉德·迪瓦茨     | 中鋒 | 1998–2004 |
| 27                            | 杰克·特威曼       | 前鋒 | 1955–66   |
| 44                            | 山姆·莱西         | 中鋒 | 1970–81   |

## 外部連結
- 官方網站 （页面存档备份，存于）（英文）